# عمر الترك
عمر الترك (30 سبتمبر 1981 في بيروت) هو لاعب كرة سلة لبناني كندي متقاعد وعضو في منتخب لبنان لكرة السلة.
هاجر إلى كندا، ولعب مع مونتريال كمدافع مسدد الهدف، ووقّع مع نادي الرياضي بيروت في دوري كرة السلة اللبناني. 
شارك الترك مع المنتخب اللبناني لكرة السلة في آخر ثلاث بطولات آسيوية، مما ساعد الفريق في الحصول على الميدالية الفضية في كل من بطولة أمم آسيا لكرة السلة 2005 و2007، كما شارك في بطولة العالم لكرة السلة لعام 2006 التي ينظمها الاتحاد الدولي لكرة السلة، الذي حقق فيها أفضل رقم قياسي على المستوى الوطني في البطولة.
ولد الترك في لبنان وكانت والدته لاعبة كرة سلة. لديه شقيقان لا يزالان يعيشان في كندا، وهو متزوج وله ابنة واحدة وابن. 

## روابط خارجية
- عمر الترك على موقع الاتحاد الدولي لكرة السلة (الإنجليزية)
- عمر الترك على موقع الاتحاد الدولي لكرة السلة (الإنجليزية)
- عمر الترك على موقع كرة السلة الأوروبية.كوم (الإنجليزية)
- عمر الترك على موقع ريلجم (الإنجليزية)
- عمر الترك على موقع بروبوليرز (الإنجليزية)